# Psycroptic
Psycroptic — музыкальная группа, которая была образована в 1999 году в Австралии городе Хобарт братьями Дейвом (барабаны) и Джо (гитара) Хейли.

## История
Джо Хейли ранее принимал участие в группе Disseminate, которая в 1998 году распалась. Вскоре после этого Джо и Дейв создали группу Psycroptic, за бас которой взяли Кэмерона Гранта, а место вокалиста занял Мэттью Мел. При содействии Tasmanian Council of the Arts группа записала альбом «The Isle of Disenchantment» (Остров Разочарования), который был выпущен как демо, а впоследствии в качестве полноформатного CD. Вскоре после этого группу пригласили играть на концертах в Мельбурне и в конце 2001 года они были приглашены на фестиваль Metal for the Brain в Канберре, затем также появляться на нём в 2003 и 2005 годах. Стиль группы можно характеризовать как техничный дэт-метал, отличительной чертой которого было отсутствие гитарных соло партий и высокая техничность инструментов в целом.
В 2003 году группа записала свой второй альбом «The Scepter of the Ancients» (Скипетр Древних), выпуск которого произошёл на лейбле Unique Leader. В том же году группа сыграла своё первое австралийское турне в поддержку американской дэт-метал-группы Incantation. В этот период Братья Хейли совместно с индастриал дэт-метал-группой The Amenta записали альбом «Ocassus». Дейв Хейли записал EP под названием «Atom and Time» с блек-метал-группой Ruins из Хобарта. Джо Хейли был тур гитаристом Ruins. В 2006 году они участвовали в Австралийском туре с Satyricon.
2004 год был годом прорыва для группы, так как они играли второе австралийское турне, на этот раз с Deeds of Flesh, а затем отправились в Европейское турне с шведскими группами Dismember и Anata. По возвращении в Австралию, Psycroptic отыграли концерты в Канберре и Брисбене, а финальное шоу в родном городе Хобарт. После этого из группы уходит вокалист Мэттью Мел, его место занял Jason Peppiatt.
Перед началом работы над третьим альбомом Psycroptic выступает в Австралии с Hate Eternal. Третий альбом «Symbols of Failure» вышел на лейбле Neurotic. После выхода альбома, Psycroptic выступают c группами Nile, Cannibal Corpse и Deicide.
После выступлений Братья Хейли решают временно приостановить деятельность в группе The Amenta, чтобы полностью сконцентрироваться на Psycroptic. Однако Дейв Хейли успевает поучаствовать в Blood Duster в сентябре 2007 года.
В мае 2008 года Psycroptic отыграли своё первое шоу в Новой Зеландии вместе с Ruins. В следующем месяце Psycroptic был подписан контракт с Nuclear Blast Records. В октябре 2008 года группа выпускает свой четвертый студийный альбом под названием «Ob(Servant)». В качестве бонус диска к релизу Ob(Servant) был доступен DVD с записями живых выступлений Psycroptic. В марте 2010 года группа гастролировала по Австралии с Decapitated, Origin и Misery Index. После гастролей группа начала работу над новым альбомом. В 2010 году группа выпускает свой первый официальный концерт на DVD под названием Initiation, концерт был выпущен и в аудио формате на CD.
9 марта 2015 года был выпущен новый полноформатный альбом группы названый Psycroptic.

## Текущий состав
- Джейсон Пепит — вокал
- Джо Хейли — гитара
- Кемерон Грант — бас-гитара
- Дейв Хейли — ударные

## Дискография
Студийные альбомы
- 2001 — The Isle Of Disenchantment
- 2003 — The Scepter Of The Ancients
- 2006 — Symbols Of Failure
- 2008 — Ob(Servant)
- 2012 — The Inherited Repression
- 2015 — Psycroptic
- 2018 — As the Kingdom Drowns
- 2022 — Divine Council

Другие релизы
- 2010 — Initiation (концертный альбом)
- 2018 — The Watcher of All (мини-альбом)